# جیک اسمالت
جیک اسمالت (انگلیسی: Jake Smollett؛ زادهٔ ۲۹ ژوئیهٔ ۱۹۸۹) بازیگر اهل ایالات متحده آمریکا است. وی از سال ۱۹۹۲ میلادی تاکنون مشغول فعالیت بوده‌است.